# Once Upon a Time
Once Upon a Time (с англ. — «Однажды») — шестой студийный альбом американской певицы Донны Саммер, выпущенный на лейбле Casablanca Records в октябре 1977 года. Это её первый двойной альбом и, можно сказать, первый концептуальный диско-альбом. На сегодняшний день Once Upon a Time считается самым амбициозным и полноценно реализованным танцевальным альбомом. Многие поклонники Саммер считают эту работу её лучшим альбомом, хотя он не выдал ни одного отдельно взятого хита.

## Об альбоме
Пластинка показала, что Донна Саммер и её продюсеры Джорджо Мородер и Пит Белотт не желали останавливаться на достигнутом успехе предыдущих альбомов и стремились к дальнейшему развитию как в музыке, так и в имидже Донны Саммер. Здесь они отошли от принёсшей им славу и деньги темы сексуальных фантазий, развивавшейся в предыдущих альбомах — как в музыке, так и в оформлении обложек. На обложке этого альбома Саммер уже не лежит в сладострастной позе, одетая в ночнушку, но стоит как сказочная принцесса в белом, типа свадебного, платье. В этом альбоме уже нет оргазменных стонов и вздохов, однако присутствует много оркестровой аранжировкой, а также раскрывается широкий вокальный диапазон Донны.
Альбом носит драматургический характер, стороны пластинок носят название «Действие первое», «Действие второе» и т.д, а внутренние конверты альбома выполнены в виде театральных программок с либретто. Перед нами разворачивается история бедной девушки, которая живёт в «невесть где», мире нереальных мечтаний, и единственное, что даёт ей силы переносить все тяготы труда и нищеты — это мечта, что появится Он — мужчина, которого она полюбит, а Он — её, и все наладится, все будет хорошо. Собственно, тексты в диско—песнях никогда не играли большой роли.
В музыкальном плане Once Upon a Time установил высокие стандарты в диско—музыке, сочетавший в себе звучание полноценного оркестра струнных и духовых инструментов с входящей в то время в моду электронной музыкой. Оркестровое звучание в альбоме создал Боб Эсти, а Джорджо Мородер экспериментировал на синтезаторе. Песня «Queen for a Day» знаменита своим моментальным переходом с полностью электронной аранжировки на живые инструменты. Переход совершён очень виртуозно, как в композиционном, так и в техническом плане. Все настроения альбома плавно перетекают одно в другое, так же как и стили, ибо альбом нельзя ограничить одним определением диско. Once Upon a Time утвердил за Донной Саммер статус лидера среди женских сочинителей и исполнителей музыки диско.
Окрылённый успехом композиции «I Feel Love» в предыдущем альбоме I Remember Yesterday, Джорджо Мородер продолжил эксперименты по внедрению электроники в танцевальную музыку.

## Список композиций
Все треки были написаны Донной Саммер, Джорджо Мородером и Питом Белоттом; все треки спродюсированы Мородером и Белоттом.
| №  | Название                       | Длительность |
| -- | ------------------------------ | ------------ |
| 1. | «Once Upon a Time»             | 4:02         |
| 2. | «Faster and Faster to Nowhere» | 3:34         |
| 3. | «Fairy Tale High»              | 4:25         |
| 4. | «Say Something Nice»           | 4:44         |

| №  | Название                     | Длительность |
| -- | ---------------------------- | ------------ |
| 5. | «Now I Need You»             | 6:09         |
| 6. | «Working the Midnight Shift» | 5:07         |
| 7. | «Queen for a Day»            | 5:59         |

| №   | Название                   | Длительность |
| --- | -------------------------- | ------------ |
| 8.  | «If You Got It Flaunt It»  | 4:43         |
| 9.  | «A Man Like You»           | 3:34         |
| 10. | «Sweet Romance»            | 4:31         |
| 11. | «(Theme) Once Upon a Time» | 0:48         |
| 12. | «Dance Into My Life»       | 4:10         |

| №   | Название                   | Длительность |
| --- | -------------------------- | ------------ |
| 13. | «Rumour Has It»            | 4:57         |
| 14. | «I Love You»               | 4:43         |
| 15. | «Happily Ever After»       | 3:51         |
| 16. | «(Theme) Once Upon a Time» | 3:58         |

## Позиции в хит-парадах
| Хит-парад (1977—1978)               | Высшая позиция |
| ----------------------------------- | -------------- |
| Австралия (Kent Music Report)       | 44             |
| Великобритания (UK Albums Chart)    | 24             |
| Испания (Promusicae)                | 10             |
| Италия (Musica e dischi)            | 1              |
| Канада (RPM Album Chart)            | 27             |
| Норвегия (VG-lista)                 | 24             |
| США (Billboard Pop Albums)          | 26             |
| США (Billboard Soul LPs)            | 13             |
| США (Billboard Hot Dance/Disco)     | 1              |
| Финляндия (Suomen virallinen lista) | 8              |
| Франция (IFOP)                      | 3              |
| Япония (Oricon)                     | 31             |

## Сертификации
| Регион | Сертификация | Продажи  |
| --- | ------------ | -------- |
| Канада (Music Canada) | Золотой      | 50 000^  |
| Франция (SNEP) | Золотой      | 100 000* |
| Великобритания (BPI) | Золотой      | 100 000^ |
| США (RIAA) | Золотой      | 500 000^ |
| * Данные о продажах приведены только на основе сертификации. ^ Данные о тиражах приведены только на основе сертификации. |              |          |